# Jack London (film)
Jack London, även känd som Jack Londons äventyr,  är en amerikansk långfilm från 1943 i regi av Alfred Santell, med Michael O'Shea, Susan Hayward, Osa Massen och Harry Davenport i rollerna. Filmen handlar om författaren Jack London.

## Rollista
| Michael O'Shea     | – Jack London           |
| Susan Hayward      | – Charmian Kittredge    |
| Osa Massen         | – Freda Maloof          |
| Harry Davenport    | – Prof. Hilliard        |
| Frank Craven       | – Old Tom               |
| Virginia Mayo      | – Mamie                 |
| Ralph Morgan       | – George Brett          |
| Jonathan Hale      | – Kerwin Maxwell        |
| Louise Beavers     | – Mammy Jenny           |
| Leonard Strong     | – Captain Tanaka        |
| Regis Toomey       | – Scratch Nelson        |
| Albert Van Antwerp | – French Frank          |
| Paul Hurst         | – 'Lucky Luke' Lannigan |